# Herbert Barrett
Herbert Roper-Barrett, KC (Essex, 24 de novembro de 1873 - Horsham, Sussex, 27 de julho de 1943) foi um tenista britânico.
Fez parte da equipe das Ilhas Britânicas que jogou o Desafio Internacional de Tênis de 1900, o primeiro desafio que depois se tornaria a Copa Davis.
Venceu o torneio olímpico dos Jogos Olímpicos de Londres (1908) de duplas indoor, jogando ao lado de Arthur Gore. Em 1909, venceram em Wimbledon jogando em duplas. Nos jogos Olímpicos de Estocolmo, em 1912, fez a final do torneio de duplas mistas indoor, mas acabou derrotado por outra dupla britânica, formada por Edith Hannam e Charles Dixon.
Disputaria ainda os desafios internacionais de 1907, 1912, 1913, 1914 e 1919.

## Grand Slam finais

### Simples
Vices (2)
| Ano  | Torneio   | Oponente        | Placar                  |
| 1908 | Wimbledon | [Arthur Gore]]  | 3–6, 2–6, 6–4, 6–3, 4–6 |
| 1911 | Wimbledon | Anthony Wilding | 4–6, 6–4, 6–2, 2–6 ret. |

### Duplas
(3 Títulos)
| Ano  | Campeonato | Parceiro         | Oponentes                                    | Placar             |
| 1909 | Wimbledon  | Arthur Gore      | Stanley Doust Harry Parker                   | 6–2, 6–1, 6–4      |
| 1912 | Wimbledon  | Charles P. Dixon | Max Decugis André Gobert                     | 3–6, 6–3, 6–4, 7–5 |
| 1913 | Wimbledon  | Charles P. Dixon | Heinrich Kleinschroth Friedrich Wilhelm Rahe | 6–2, 6–4, 4–6, 6–2 |

(3 Vices)
| Ano  | Campeonato | Parceiro         | Oponentes                      | Placar             |
| 1908 | Wimbledon  | Arthur Gore      | Major Ritchie Anthony Wilding  | 1–6, 2–6, 1–6, 7–9 |
| 1910 | Wimbledon  | Arthur Gore      | Major Ritchie Anthony Wilding  | 1–6, 1–6, 2–6      |
| 1914 | Wimbledon  | Charles P. Dixon | Norman Brookes Anthony Wilding | 1–6, 1–6, 7–5, 6–8 |